# زیگفرید فلوگه
 زیگفرید فلوگه (انگلیسی: Siegfried Flügge؛ زاده ۱۶ مارس ۱۹۱۲ – درگذشته ۱۵ دسامبر ۱۹۹۷) یک فیزیک‌دان اهل آلمان بود.